# Robert Millner Shackleton
Robert Millner Shackleton (Purley, 30 dicembre 1909 – East Hendred, 3 maggio 2001) è stato un geologo britannico.
Robert Millner Shackleton fu un geologo britannico, specializzato nell'Africa orientale.

## Biografia
Figlio di John Millner Shackleton, un ingegnere elettrico di origine irlandese, secondo cugino del famoso esploratore Sir Ernest Shackleton
, e Agnes Mitford Abraham, nacque a Purely, una cittadina a sud di Londra, studiò alla Sidcot School e poi all'Università di Liverpool, laureandosi nel 1930 in geologia, con la menzione "First Class Honours".
Nel 1932 ottenne una borsa di studio presso l'Imperial College e nel 1934 ottenne un PH.D. sotto la supervisione del professor P.G.H. Boswell. Nel 1935 fu nominato capo geologo presso la Whitehall Exploration Ltd nelle Isole Figi, ma già l'anno dopo decise di rientrare in patria ed accettò il posto di docente di geologia all'Imperial College.
Nel 1940 si trasferì in Kenya per lavorare nel Dipartimento minerario. Durante le sue ricerche redisse numerosi rapporti, che inviò al Geological Survey of Kenya, inerenti ad alcune zone del paese, fra cui Malikisi, North Kavirondo, Nyeri, Migori Gold Belt, Nanyuki e Maralal. In quegli anni redisse anche delle mappe geologiche dell'Olorgesailie che si trova sul fondo della Rift Valley. Nel 1945 gli fu offerta una cattedra all'Imperial College e vi rimase tre anni, poi decise di rientrare all'Università di Liverpool dove riorganizzò completamente il dipartimento di geologia. Nel 1962 si trasferì all'Università di Leeds dove, due anni dopo divenne il Direttore dell'Istituto di ricerca di geologia africana. Si ritirò ufficialmente nel 1975, ma continuò a lavorare in campo geologico.
Morì all'età di 91 anni nel maggio 2001.
Robert Millner Shackleton è il padre di Sir Nicholas John Shackleton.

## Premi e riconoscimenti
- 1957 - Silver Medal of the Liverpool Geological Society
- 1970 - Medaglia Murchison della Geological Society of London
- 1971 - Membro della Royal Society
- La Geological Society of Africa (GSAf) ha istituito un premio in onore a Robert Shackleton per la ricerca Precambriana in Africa.[5]